# Gyógyító nevelés
Gyógyító nevelés a fogyatékosok nevelésére irányuló pedagógiai tevékenység specifikumának megjelölésére használt legrégebbi elnevezés.

## Története
Német nyelvterületen vezették be először (Heilerziehung=egészségnevelő), az akkor meghatározó orvosi szemlélet hatására. Magyarországon a 19-20. század fordulójától a szakmai és hivatalos nyelvben is megjelent a gyógyító-nevelő (gyógyítva nevelő) jelző, például intézmények, vagy a bennük folyó pedagógiai tevékenység megkülönböztetésére. A gyógypedagógia történetében sok hazai és külföldi vita folyt a pedagógiai eljárások gyógyító hatásának elvi és gyakorlati lehetőségéről.
Egyes felfogások szerint a gyógyítás az orvostudomány dolga, a pedagógiai eljárásoknak nincs gyógyító hatásuk. Mások szerint a gyógyítást-gyógyulást nem lehet ilyen szűken értelmezni; a gyógypedagógiai eljárásoknak az iskolai oktatás és ismeretnyújtás területén is lehet közvetlen vagy átvitt értelemben vett gyógyítási hatékonyságuk. Napjainkban ismét erősödik a gyógypedagógiában a terápiás szemléletmód: a személyiségfejlesztés eszközei között számos gyógypedagógiai terápiás eljárást fejlesztettek ki és alkalmaznak eredménnyel.